# New Direction
«New Direction» es el título del tercer sencillo de la banda británica S Club Juniors. Realizado el 7 de octubre de 2002, la canción alcanzó el N.º 2 en las listas del Reino Unido, convirtiéndose en su tercer sencillo consecutivo en lograrlo.

## Lista de temas
CD 1
1. «New Direction»
2. «New Direction» (Magic Fly Mix)
3. «New Direction» (Illicit Mix)
4. «New Direction» (CD-Rom)

CD 2
1. «New Direction»
2. «One Step Closer» (Almighty Jelly & Cream Mix)
3. «New Direction» (Karaoke)

- Datos: Q7006985